# Sport Lisboa e Elvas
O Sport Lisboa e Elvas ComB foi um clube de futebol português da cidade de Elvas, sendo uma das filiais do Sport Lisboa e Benfica.

## História
- 1925: fundação do clube com o nome Sport Lisboa e Elvas
- 6 de Julho de 1934: Comendador da Ordem de Benemerência[1]
- 15 de Agosto de 1947: fusão com o Sporting Club Elvense para O Elvas Clube Alentejano de Desportos